# Dol (Einheit)
Das Dol (von lat. dolor = Schmerz) ist eine 1947 von James D. Hardy (1904–1985), Harold G. Wolff und Helen Goodell vorgeschlagene Maßeinheit für die Intensität einer Schmerzempfindung. Die Einheit hat sich nie durchgesetzt und wird heute kaum benutzt.
Die Wissenschaftler entwickelten eine Schmerz-Skala, indem ein Hitzestrahl mit stufenweise erhöhter Temperatur auf die Stirn von Testpersonen gerichtet wurde. Diese sollten feststellen, welche Schmerzintensitäten gerade noch unterscheidbar sind. Vom ersten wahrnehmbaren Schmerz bis zur oberen Schmerzgrenze wurden dabei zwölf Stufen erfasst. Als Einheit für diese Stufen wurde das Dol vorgeschlagen.